# Maarten van Leuven
Maarten van Leuven was een middeleeuws meester-metselaar in Brugge.

## Levensloop
De geboorteplaats en -datum evenals de overlijdensplaats en -datum van Van Leuven zijn niet bekend. Wel is het zeker dat hij in het laatste kwart van de veertiende en het eerste kwart van de vijftiende eeuw in Brugge woonde en werkte.
Hij behoorde tot de belangrijke meester-metselaars van de stad en ontplooide zijn activiteiten in grote mate in samenwerking met Jan van Oudenaerde, de grootste Brugse meester-metselaar in zijn tijd.
Samen legden ze in 1400-1406, in opdracht van het stadsbestuur, de nieuwe verdedigingsgordel rond de stad aan, vooral dan de oostzijde ervan, die in 1382 door de vijandige Gentse legers onder leiding van Filips van Artevelde was vernield.
De vennoten bouwden aldus samen:
- de Katelijnepoort
- de Gentpoort
- de Kruispoort.

In de negentiende eeuw werd de Katelijnepoort gesloopt, evenals de zogenaamde 'voorpoorten' van de twee andere.